# Great Wall Voleex C30
La Great Wall Voleex C30 è un'autovettura prodotta dal 2010 al 2014 dalla casa automobilistica cinese Great Wall Motors.

## Descrizione
La berlina è arrivata sul mercato cinese nel maggio 2010. Al lancio in Cina la Voleex C30 era disponibile con un motore a benzina da 1,5 litri che produceva 77 kW (103 hp) e 138 Nm di coppia, abbinato a un manuale a 5 marce o in opzione un CVT.
Ha ottenuto cinque stelle nei un crash test eseguito dalla China-NCAP nel febbraio 2011 e il modello ha ricevuto la certificazione per la commercializzazione all'interno dell'Unione europea nel dicembre 2011.
È stata venduta al di fuori del mercato cinese, tra cui la Bulgaria dalla società bulgara Litex Motors tra il 2013 e il 2016. È stata esportata anche in altre nazioni, come Cile, Perù, Ecuador, Colombia, Ucraina e Sudafrica. Nell'ottobre 2014 ha subito un restyling.
La versione bulgara era disponibile in due allestimenti: One e Star, entrambi dotati di cambio manuale e del motore 1.5 litri, che erogava 71 kW (95 hp). La Voleex C30 può raggiungere una velocità massima di 183 km/h (114 mph) e può accelerare da 0 a 100 km/h (62 mph) in 11,3 secondi.
Nel 2017 ha esordito una versione elettrica.